# シオン (植物)
シオン（紫菀、学名: Aster tataricus）は、キク科シオン属の多年草。別名はオニノシコグサ（鬼の醜草）、ジュウゴヤソウ（十五夜草）、オモイグサ（思い草）。

## 名称
和名シオンは、漢名の紫菀の音読みから名前が付けられており、ジュウゴヤソウの別名もある。中国植物名も紫菀（しおん）という。
花言葉は「追想」である。

## 分布
中国北部、朝鮮半島、シベリアの原産といわれる。
日本には本州の中国地方と九州の山間部に分布する。山地の湿った草原に生える。
花を観賞するためによく栽培されていて、庭や鉢植えなどでよく見られるほか、一部は野生化していて目立つ。古くは薬用植物として中国・朝鮮から日本に伝えられたとされ、平安時代から観賞用に栽培されている。

## 形態・生態
多年草。草丈は高く、1.5 - 2メートル (m) くらいまでになる。葉や茎はまばらに毛がついていて、触るとざらつく。
開花期は夏から秋（8 - 10月）で、茎は上部で枝分かれして、淡紫色の頭花を散房状に多数咲かせる。花径は3 - 3.5センチメートル (cm) 。花は周囲に花弁のような薄紫色の舌状花が一重に並び、中央は黄色の筒状花の花を咲かせる。

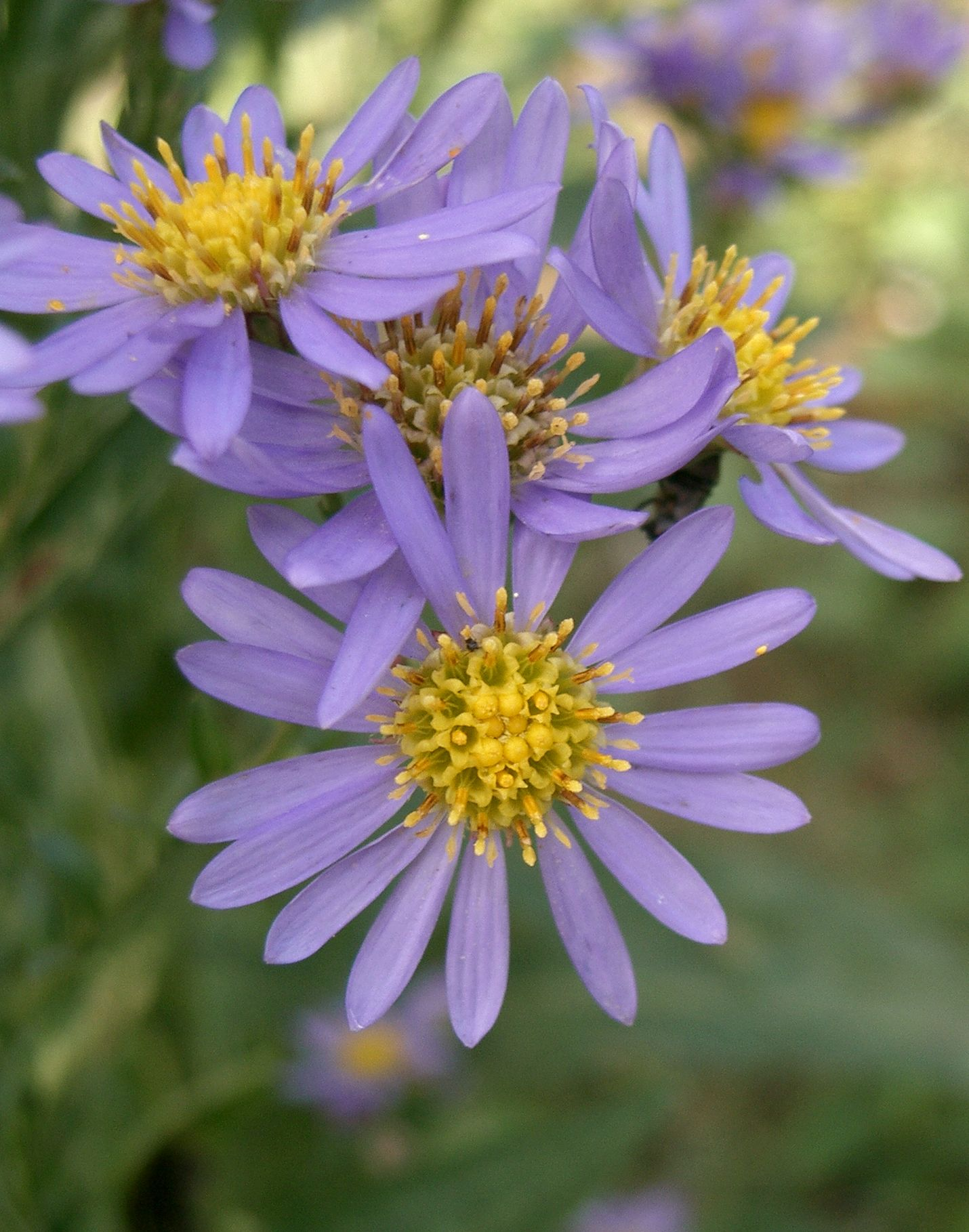
花

## 保全状況評価
- 絶滅危惧II類 (VU)（環境省レッドリスト）[8]

## 利用
根および根茎には、精油成分としてラチノフィロール、ラチノフィロールエステル、アネトールなどを含み、サポニンの一種であるシオンサポニンや、クエルセチン、シオノンを含む。サポニンは配糖体の一種で、口に含むとえぐ味があり、水に溶けやすくてかき混ぜると細かく泡立って消えにくいものである。このサポニンが、痰を切りやすくする去痰作用があるほか、血液を溶かす溶血作用がある。ただし、乱用すると内臓の内粘膜を刺激してただれを起こすこともあるので、乱用には注意を要する。
地上部の茎葉が枯れる10 - 11月ころに、根を掘り上げて土を取り除き、2つから3つの芽を付けて株を割って、翌年植栽する株は堆肥や腐葉土を混ぜた土に植え付ける。同様に掘り上げた根を水洗いして長さ2センチメートルほどに刻み、日干ししたものが生薬になり、植物名と同じく紫苑（しおん）とよんでいる。杏蘇散（きょうそさん）などの漢方方剤に使われる。
民間療法として、痰きりや咳止めに、紫苑1日量3 - 10グラムを約400 - 600 ccの水で半量になるまでとろ火で煮詰めた煎じ汁を、食間3回に分けて分服する利用法が知られている。体を温める薬草として知られ、身体が冷えると咳がひどくなり、うすい痰が出る人に良いといわれる。反対に、肺に熱がある人や黄色い痰が出る人、のどが渇く人には禁忌とされている。また、喘息に対しての効果は期待できない。